# Causse du Larzac

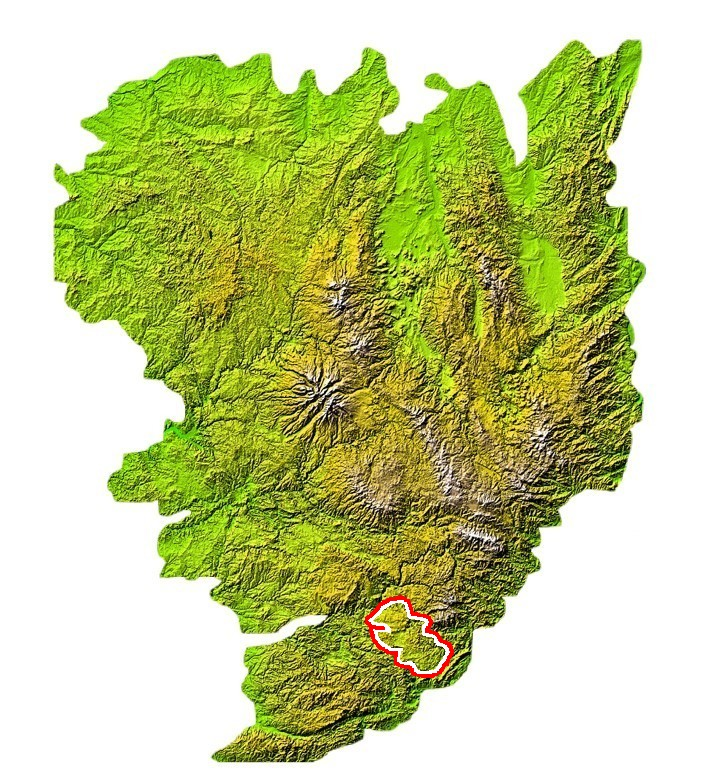
Lage des Larzac im Zentralmassiv

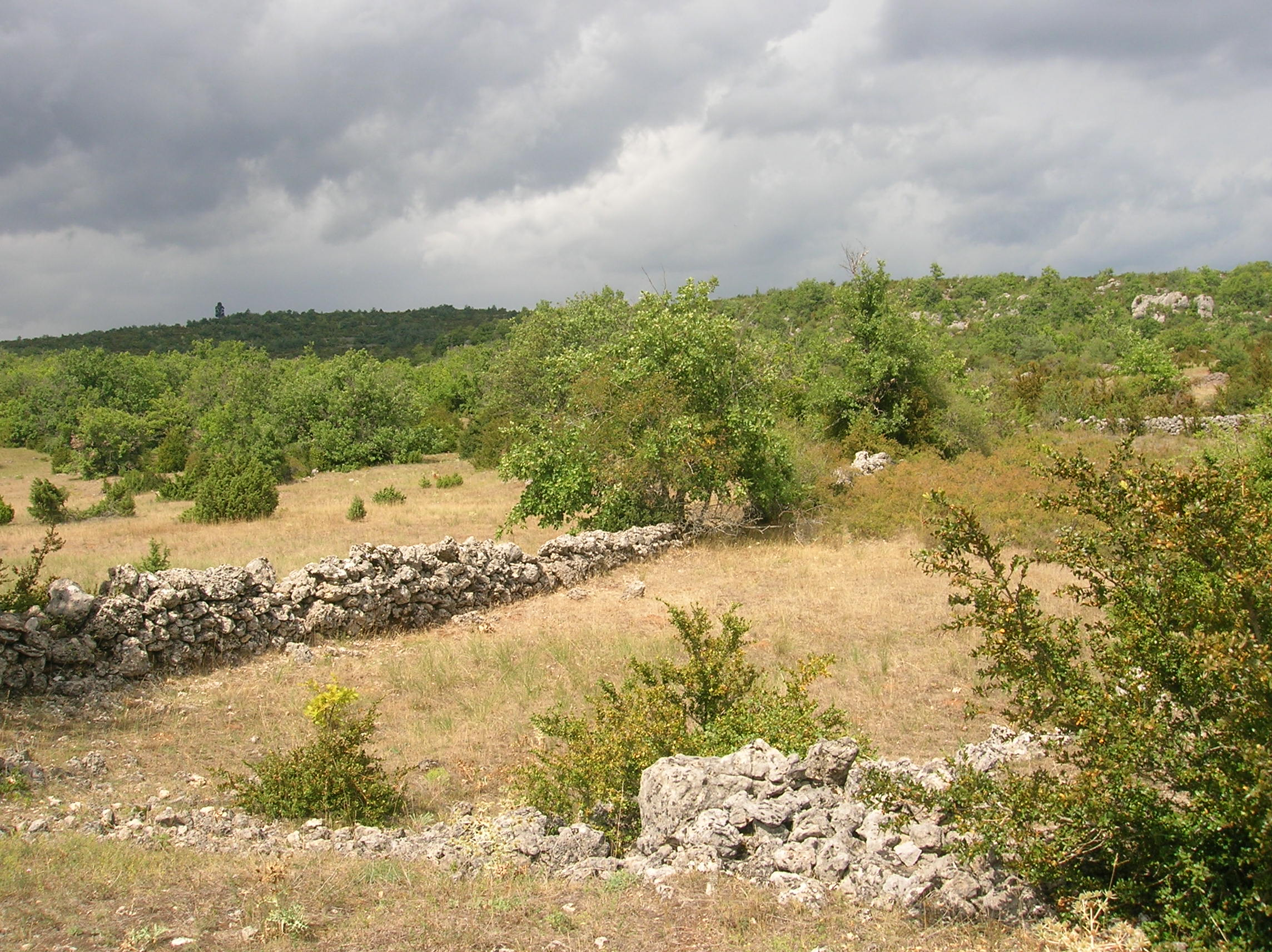
Landschaft im Larzac

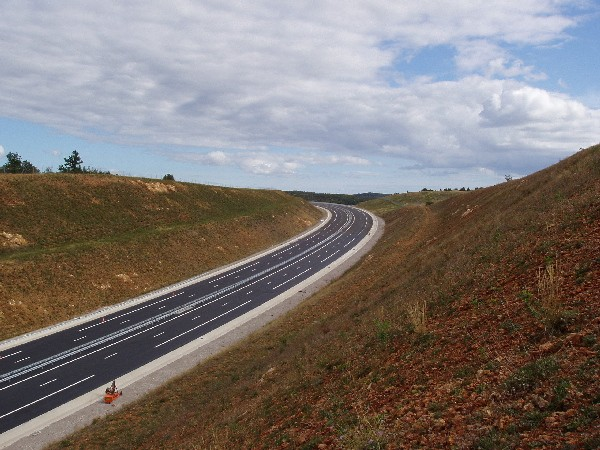
Die A75 führt durch den Larzac

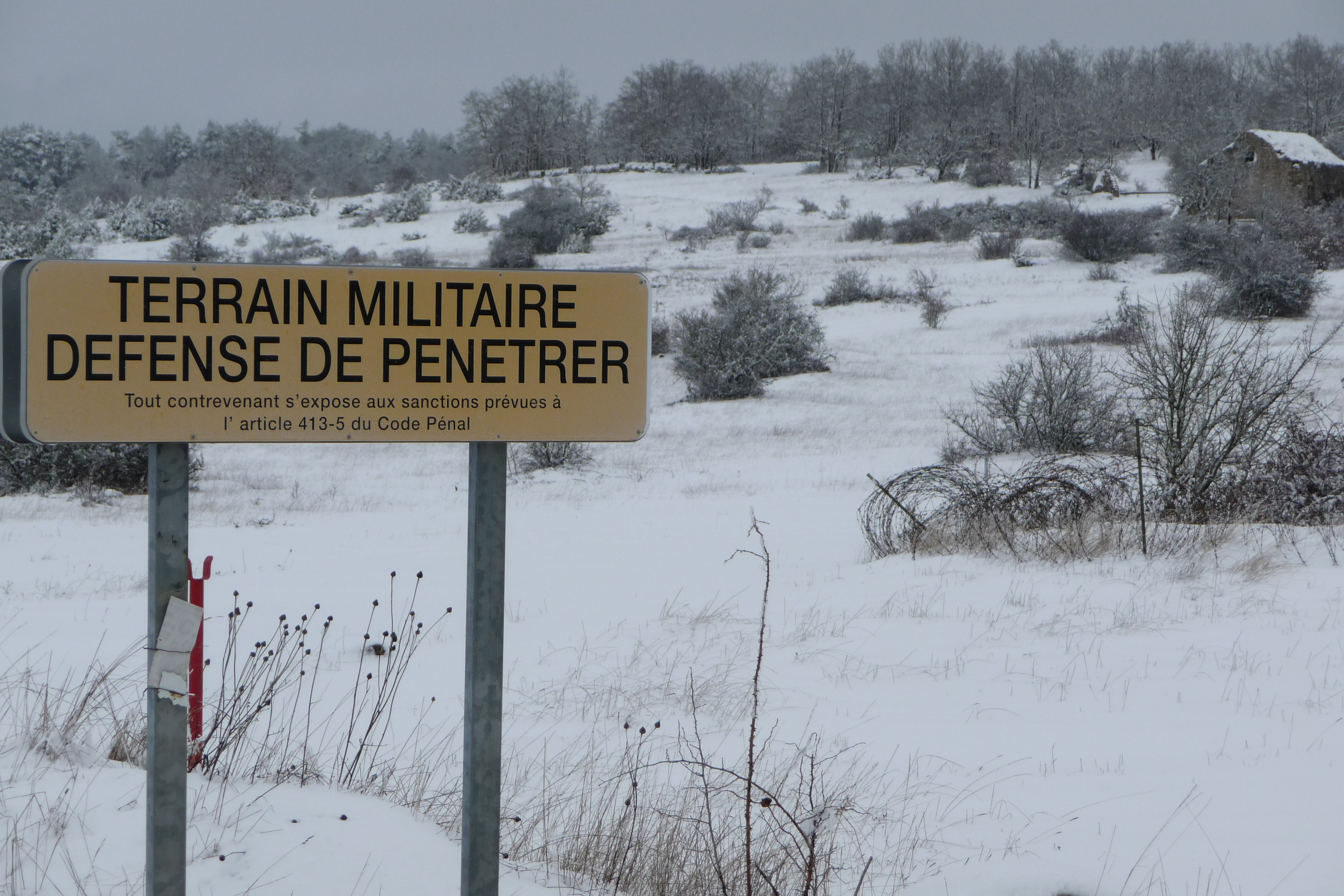
Verbotsschild am Rand des Militärgeländes

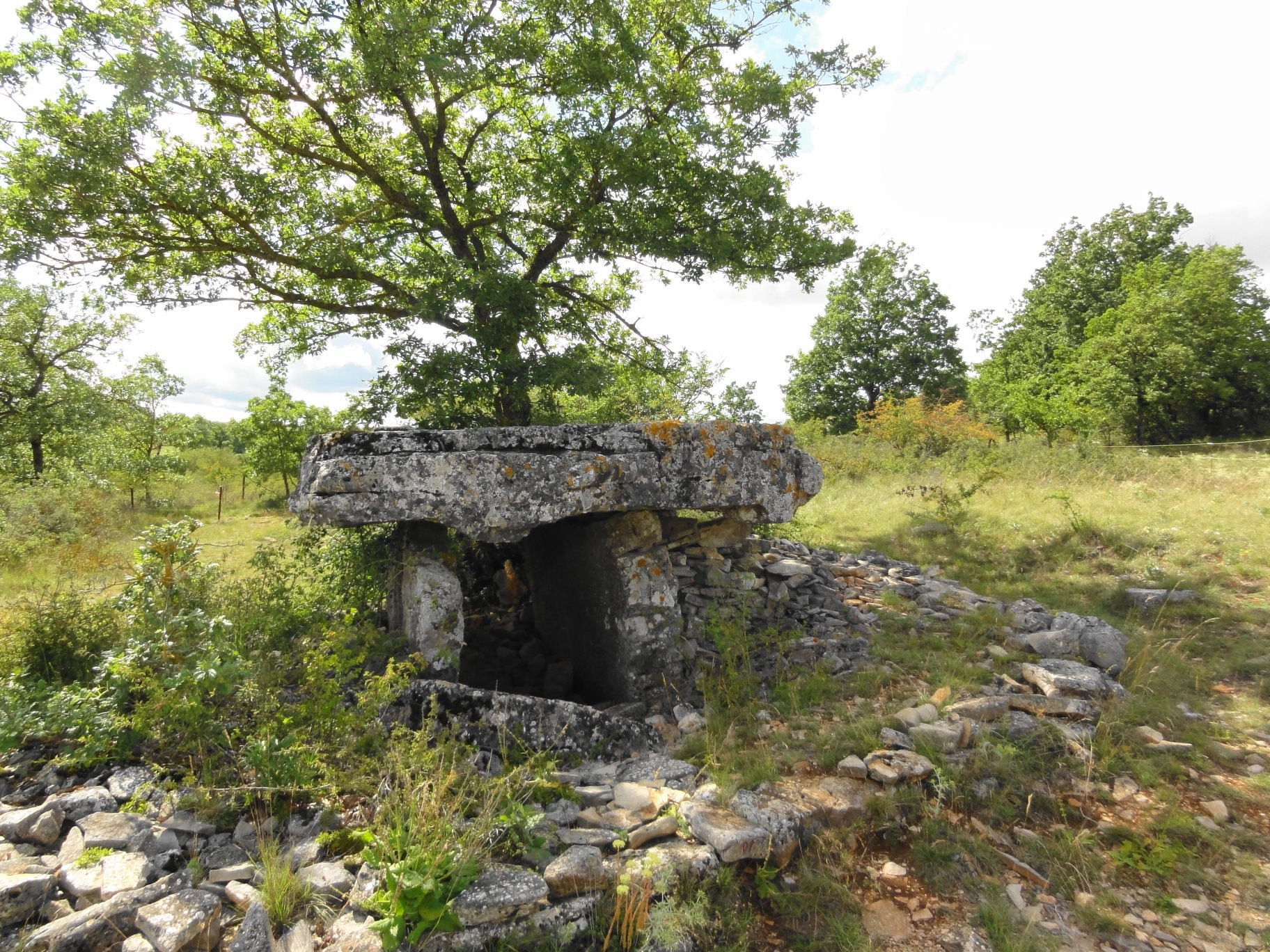
Dolmen de la Fabière

Der Causse du Larzac ist eine Kalk-Hochebene in Südfrankreich.

## Geographie
Die Hochebene ist der südlichste Causse des Zentralmassivs, sie liegt auf einer Höhe zwischen 650 und 1200 Metern über dem Meeresspiegel. Der Causse du Larzac gehört zu den Départements Aveyron und Hérault.
Im Norden wird er von der fast 500 Meter tiefen Tarn-Schlucht, im Osten von Schluchten der Dourbie, den Cevennen und dem Mont Aigoual begrenzt. Im Westen liegt der Fluss Dourdou de Camarès. Die Autobahn A75 von Paris nach Barcelona führt auf dem Abschnitt von Millau nach Béziers mitten durch den Causse du Larzac.

## Geschichte
In einer Broschüre der Stadt Millau, die dem Kampf um den Larzac zwischen den Jahren 1971 bis 1981 gewidmet ist, finden sich einige wenige Anhaltspunkte zur frühen Geschichte des Larzac. Verwiesen wird auf die Besiedelung der Causse seit der Jungsteinzeit, dem allmählichen Sesshaftwerden der Menschen in Steinhäusern oder Felsunterkünften und dem Begraben der Toten in Dolmen. Erste Siedlungen sollen dann von den Gallorömern am Rande von Dolinen oder in der Nähe von Verkehrswegen gegründet worden sein. Wenig konkret wird dann die Gründung der Stadt Millau im Mittelalter erwähnt, während dem auf den umliegenden Hochebenen weiterhin verstreut liegende Bauernhöfe dominiert hätten. Auch wenn dort eine bescheidene Landwirtschaft eine gewisse Selbstversorgung ermöglichte habe, sei jedoch vor allem die Schafzucht von wirtschaftlicher Bedeutung gewesen.
Die Darstellung der Stadt Millau springt dann zu der Epoche, mit der in vielen Quellen die Geschichte des Larzac überhaupt erst beginnt: der Herrschaft des Templerordens. Der vorausgegangen waren Streitigkeiten um die Vorherrschaft in Südfrankreich zwischen den Grafen von Toulouse und den Grafen von Barcelona.

« Les comtes de Toulouse entrent en conflit avec les comtes de Barcelone, ces derniers parviennent au grès des successions patrimoniales et alliances locales à obtenir des possessions et des vassaux en Occitanie. Raimond Bérenger III (1086-1131), comte de Barcelone épouse la comtesse Douce de Gévaudan. Dans sa dot, elle amène avec elle, entre autre, le vicomté de Millau auquel est rattaché notamment les terres du Larzac. De leur union né Raimond-Bérenger IV de Barcelone (1113-1162) qui devient prince d’Aragon en épousant l’héritière de la maison d’Aragon au milieu du XII°. Le Rouergue est alors sous influence catalane jusqu’à la moitié du XIII°s, il serait finalement rattaché au domaine royal en 1271 par Philippe III « le Hardi ». »

„Die Grafen von Toulouse gerieten in Konflikt mit den Grafen von Barcelona, denen es durch Erbfolge und lokale Bündnisse gelang, Besitzungen und Vasallen in Okzitanien zu erhalten. Raimund Berengar III (1086-1131), Graf von Barcelona, heiratet die Gräfin Douce de Gévaudan. In ihrer Mitgift bringt sie unter anderem die Grafschaft Millau mit, der insbesondere die Ländereien von Larzac angegliedert sind. Aus ihrer Verbindung ging Raimund Berengar IV. von Barcelona (1113-1162) hervor, der Mitte des 12. Jahrhunderts durch die Heirat mit der Erbin des Hauses Aragon zum Prinzen von Aragonien wurde. Das Rouergue stand bis Mitte des 13. Jahrhunderts unter katalanischem Einfluss und wurde schließlich 1271 von Philipp III. dem Kühnen an die königliche Domäne angegliedert.“

Am 11. Dezember 1158 schenkte der zuvor erwähnte Berengar IV. dem Templerorden ein großes Stück Land, auf dem sich bereits die Weiler Sainte-Eulalie und La Cavalerie, die Stadt Sainte-Eulalie und das Land Larzac in der Grafschaft Millau befanden. Was hinter dieser Schenkung steckte, wird unterschiedlich beurteilt. Nach Wolfgang Hertle erhoffte sich Berengar von ihr „einen militärischen Puffer zum Schutz seiner Grafschaft Rouergue gegen Angriffe aus Richtung Avignon und Nîmes“.:S. 13 Das JFC sieht in der Ansiedlung der Templer im Larzac eher einen Akt der Wohltätigkeit der lokalen Mächte und weniger einen auf eine klaren Absicht beruhenden Plan.
Bereits 1159 wurde dem Orden das gesamte Larzac-Plateau geschenkt, und er erhielt das Recht, Festungen zu bauen. „In der Folge befestigten die Templer Saint-Eulalie und breiteten sich in der Gegend aus. Neben La Couvertoirade entstanden Festungen in Le Pas de Jaux und La Cavalerie. In La Couvertoirade bauten die Templer außerhalb der Festung ein Schloss und eine Kirche.“
Während auf der Seite von Explore France hervorgehoben wird, dass sich unter der Herrschaft der Templer La Couvertoirade zu einer florierenden kleinen Stadt entwickelt habe, deren Wasserversorgung verbessert und der Anbau von Getreide ausgeweitet worden sei, spricht das JFC davon, dass den Templern im Laufe von weniger als 30 Jahren immer mehr Rechte eingeräumt worden seien, die zunehmend zu einer Belastung für die Bevölkerung des Larzac geworden seien. Auch Hertle erwähnt Methoden der Templer, „die von der Überredung über den Kauf bis zur erzwungenen Landabgabe“ gereicht hätten:S. 13, und Helmut Luther schrieb über das Wirken „kriegerischen Mönche, die mit dem Schwert ebenso vertraut waren wie mit dem Rosenkranz“, auf dem Larzac:

„Dort widmeten sie sich der Viehzucht, dem Ackerbau – und auch dem weniger frommen, aber einträglichen Waffenhandel. Bald hatten die Tempelritter enorme Reichtümer angesammelt, etwa indem sie Geld verliehen und eine Art Reisescheck erfanden: Pilger, die den Mönchen bei einem ihrer Stützpunkte Geld hinterlegten, konnten es sich gegen eine satte Kommission in Jerusalem wieder ausbezahlen lassen. Zum Zentrum ihrer vielseitigen Aktivitäten im Larzac wählten die Templer Sainte Eulalie de Cernon. Die Kommende im oberen Cernon-Tal bildet heute auch den Ausgangs- oder Endpunkt der etwa 80 Kilometer langen Rundwanderung über das Hochplateau in den Fußstapfen der cleveren Gottesmänner.“

Das Ende der Macht der Templer auf dem Larzac endete nach der Auflösung des Ordens im Jahre 1312. Für die Larzac-Bewohner war das nur bedingt von Vorteil, denn die Nachfolge der Templer trat der Johanniterorden an.

„[Nach] der Übertragung des Larzac an die Johanniter mußten die Larzac-Bewohner weiterhin Steuern und Abgaben (meist in Form von Weizen) bezahlen. Als Gegenleistung nahmen die Ordensbrüder in Kriegszeiten die Landbevölkerung in ihre Wehrdörfer auf (etwa als nach dem Hundertjährigen Krieg Plünderer und entlassene Soldaten die Gegend heimsuchten), bei deren systematischem Ausbau die Landbevölkerung mitarbeitete. Mit der bis zur Revolution 1789 andauernden Schutzherrschaft der Ordensritter standen die Larzac-Bewohner einer unüberwindlich erscheinenden Autorität gegenüber, die kirchliche, staatliche und militärische Macht in sich vereinte. Dennoch wurde die Region stark von den Religionskriegen bis zur Niederschlagung des Camisarden-Aufstandes erschüttert.“

Nach Hertle fand die Französische Revolution im Aveyron nur wenige überzeugte Anhänger, und in deren Folge entwickelte sich eine Form der „Nichtzusammenarbeit mit dem Staat“, begleitet von einem meist individuellen, aber weit verbreiteten Widerstand gegen die Wehrpflicht, der „sich bis zum Beginn des 20. Jahrhunderts nachweisen“ lässt.:S. 13 f.
Das nachrevolutionäre Frankreich bescherte dem Larzac aber auch positive Entwicklungen. Mit der Aufklärung kehrten viele Protestanten aus ihrem Exil zurückein. Mit ihrem Know-how schufen sie die Grundlage für die Entwicklung der Handschuhmacherei. Die Schafzucht wurde auf der Hochebene intensiviert, und der dadurch reichlich vorhandene Dung aus dieser Viehzucht veredelte die Böden. Die klimatischen Unwägbarkeiten blieben allerdings weiterhin ein Hindernis für die Entwicklung der Landwirtschaft. Erst die Ersetzung der lokalen Larzac-Schafe durch die Lacaune-Schafe führte zu einem Aufschwung, von dem vor allem die Roquefort-Herstellung profitierte. In Millau waren es seit dem Beginn des 20. Jahrhunderts vor allem die Lederindustrie und die Handschuhherstellung, die einen wirtschaftlichen Aufschwung bewirkten.
Die zuvor erwähnte Roquefort-Produktion, die über Jahrhunderte hinweg allein in den Händen der industriellen Käsefabrikanten lag, wurde 1880 mit der Gründung der Société des Caves et Procucteurs Réunis neu aufgestellt. Sie basierte fortan auf einer Zusammenarbeit der Schafzüchter mit den Käsefabrikanten, die den Milchproduzenten Abnahmegarantien und weitere Vorteile bescherte, andererseits aber auch die Gefahr einer ökonomischen Abhängigkeit der Lazarc-Bauern von den Roquefort-Fabrikanten beinhaltete. Ein Gesetz aus dem Jahr 1925 regelte schließlich, dass für den Roquefort nur Milch verarbeitet werden darf, die in den Merkmalen der Schafszucht, der Grasarten und des Klimas denen des Larzac entsprechen. Seit 1930 war die Confédération Génerale des Industriels et des Eleveurs de Brebis (Allgemeiner Verband der Industriellen und Schafzüchter) „unumstrittener Marktbeherrscher des Roquefort-Einzugsgebietes mit dem Larzac als Stammland“.:S. 16 f.
An den Besitzverhältnissen auf dem Plateau hat sich indes in all den Jahrhunderten nur wenig geändert. Der Boden war im Besitz von Adligen oder gehörte der Kirche.

„Im 19. Jahrhundert waren erst 40% der Larzac-Fläche im Eigentum von Kleinbauern, die sich meist nicht allein von der Landwirtschaft ernähren konnten und sich daher als Tagelöhner auf größeren (Pacht-)Höfen oder als Saisonarbeiter, z. B. in den Weinbergen des Languedoc, ihr Zubrot verdienten.“

Die wirtschaftliche Lage begünstigte Landflucht und Emigration und führte dazu, dass 1968 auf dem Larzac im Vergleich zum Jahr 1886 nur noch 30 % der ursprünglichen Bewohner lebten.:S. 16
1902 wurde auf einem etwa 3.000 Hektar (ha) großen Gelände, das einen großen Teil der Hochebene der Causse du Larzac einnimmt, ein militärisches Ausbildungs- und Übungslager des französischen Heeres auf dem Gelände der Gemeinde La Cavalerie errichtet, das bis heute besteht.
Militär und Landwirtschaft existierten meist ohne größere Konflikte nebeneinander, da das Übungsgelände den Bauern außerhalb der Übungszeiten zugänglich blieb und beweidet werden konnte. Als in den frühen 1950er Jahren Pläne zur Schließung des Camps auftauchten, formierte sich Protest, da insbesondere Händler und Wirte Einbußen befürchteten, und in der ersten Hälfte der 1960er Jahre forderten selbst Bauern die Regierung auf, ihnen ihr Land für die Erweiterung des Truppenübungsplatzes abzukaufen, da sie in der Region keine Zukunft mehr für sich sahen.:S. 16 Als jedoch im Oktober 1970 erstmals konkrete Pläne der Regierung zur Camp-Erweiterung bekannt wurden, fanden diese auf dem Plateau keine ungeteilte Zustimmung mehr. Neusiedler aus eher städtischem Milieu hatten sich inzwischen auf dem Larzac niedergelassen und trieben die Reaktivierung der Landwirtschaft voran. Ihre Arbeit zeigte Wirkung unter der jüngeren Generation der Einheimischen und vermittelte diesen nach und nach wieder den Sinn für den Beruf des Bauern.

„In einem langen Prozeß sozialen Lernens trat Zusammenarbeit an die Stelle des gewohnten Überlebenskampfes jedes gegen jeden. Sogar die Landflucht konnte zurückgedrängt und schließlich gestoppt werden. Immer weniger Bauernsöhne ließen ihr Erbe im Stich und andere, […] die es bereits in die Städte getrieben hatte, kehrten zurück.“

Mit dieser Entwicklung war der Boden bereitet für den 1971 beginnenden zehnjährigen Kampf der Bauern des Larzac gegen die Erweiterung des Truppenübungsplatzes, der 1981 nach dem Wahlsieg von François Mitterrand zur Aufgabe dieser Pläne führte.
Der Kampf um den Larzac hat nationale und internationale Aufmerksamkeit auf sich gezogen und wurde zum Vorbild vieler Widerstände gegen staatliche Großprojekte, und dass er nicht aus dem kollektiven Gedächtnis Frankreichs verschwunden ist, zeigen die vielen Artikel, die 2021 zum 50. Jubiläum des Beginns der Auseinandersetzungen erschienen und im Internet zu finden sind. Weniger präsent ist er dagegen bei der zeitgenössischen Tourismusindustrie. Hier dominieren die Anerkennung des Larzac als UNESCO-Weltkulturerbe, der Roquefort-Käse und die fünf vom Templerorden gegründeten Orte.

## Sehenswürdigkeiten
Mehrere historische Dörfer des Malteserordens und des Templerordens wie La Couvertoirade, die Dolmen de la Prunarède, de Ferrussac-Esquirol oder de la Fabière liegen auf dem Plateau.